# Iravadia aristaei
Iravadia aristaei is een slakkensoort uit de familie van de Iravadiidae. De wetenschappelijke naam van de soort is voor het eerst geldig gepubliceerd in 1912 door Melvill.